# Euphaea fraseri
Euphaea fraseri là loài chuồn chuồn trong họ Euphaeidae (Epallagidae). Loài này được Laidlaw mô tả khoa học đầu tiên năm 1920.

## Hình ảnh

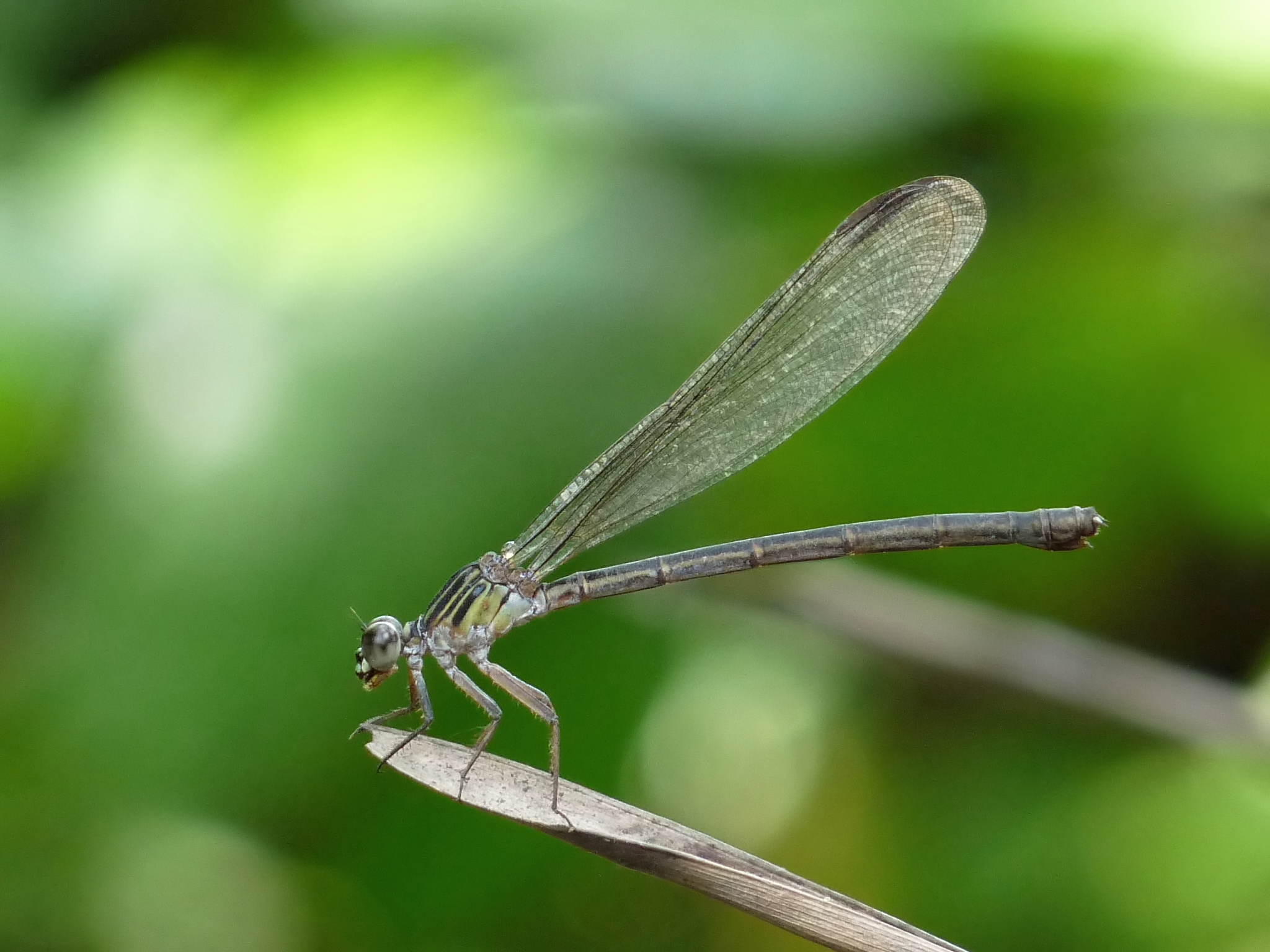
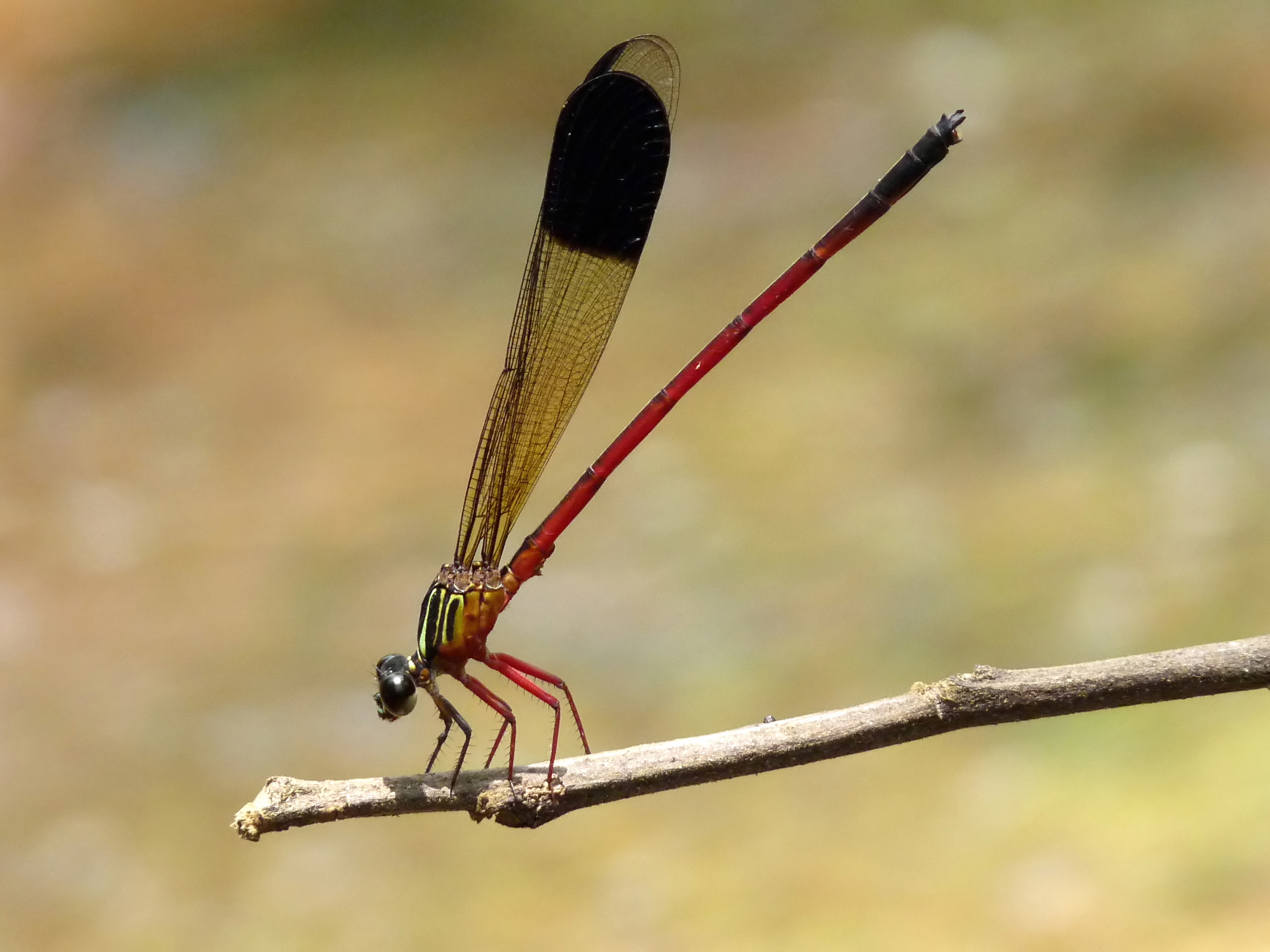